# Dragon (журнал)
Dragon («Дракон») – був одним із двох офіційних журналів, разом із журналом Dungeon, що публікували додаткові матеріали до рольової гри Dungeons & Dragons та пов’язаних із нею продуктів.
Компанія TSR, Inc. уперше запустила друковану щомісячну версію журналу у 1976 році як наступника попереднього видання компанії — The Strategic Review. Останній друкований випуск вийшов під номером 359 у вересні 2007 року.Невдовзі після того, як останній друкований номер був відправлений у серпні 2007 року, Wizards of the Coast (що входить до складу Hasbro, Inc.) — чинний правовласник видання — перезапустили Dragon як онлайн-журнал, зберігши нумерацію з друкованої версії. Останній електронний номер — №430 — було опубліковано у грудні 2013 року.
У 2015 році було запущено нову цифрову публікацію Dragon+. Її створили рекламне агентство Dialect у співпраці з Wizards of the Coast. Нумерація Dragon+ почалася з випуску №1.

## Зміст
Від заснування і до серпеняь 2000 року Dragon публікував матеріали для різних версій гри Dungeons & Dragons, а подеколи — і для інших ігрових систем. Починаючи з випуску №274, журнал став друкувати виключно матеріали для третьої редакції D&D або ж для ігор, заснованих на системі d20 від Wizards of the Coast. Із виходом оновленої версії 3.5 в липні 2003 року (номер 309), журнал перейшов виключно на підтримку редакції 3.5 та отримав заголовок «100% Official Dungeons & Dragons». Починаючи з номера 364, після релізу четвертої редакції гри в червні 2008 року, Dragon публікував лише матеріали для D&D 4th Edition. 
Багато найвідоміших письменників, розробників ігор та художників у світі настільних рольових ігор публікували свої роботи в журналі Dragon. Протягом більшої частини свого існування журнал регулярно друкував фентезійну прозу — як короткі оповідання, так і уривки з романів. Після 1990-х публікації художніх творів стали з’являтися рідше. Одним із пізніх прикладів був уривок із роману Бенкет круків Джорджа Р. Р. Мартіна, що увійшов до 305-го номера журналу; пізніше ця книга була номінована на премію Г’юго. Журнал також містив огляди книг у жанрі фентезі та наукової фантастики, а іноді — рецензії на фільми, які становили особливий інтерес для гравців (наприклад, телевізійна стрічка Mazes and Monsters).

## Нагороди
- 1984: Origins Awards[en]за Найкращий професійний журнал рольових ігор 1984[2]
- 1986: Origins Award за Найкращий професійний журнал рольових ігор 1985
- 1987: Origins Award — Спеціальна нагорода за видатні досягнення 1987".[3]
- 1990: Origins Award за Найкращий професійний журнал пригодницьких ігор 1989[4]
- 1994: Origins Award за Найкращий професійний ігровий журнал 1993
- 1995: Origins Awards за Найкращий професійний ігровий журнал 1994 року; внесення до Зали слави пригодницьких ігор Origins[5]
- 2004: Origins Award за Найкраще періодичне видання, пов’язане з іграми 2003 року[6]
- 2006: ENnie Award — золота нагорода у категорії Найкраще доповнення (Dragon Compendium Vol. 1)[7]
- 2007: Origins Award у категорії Найкраще нон-фікшн видання 2006 року (Best Non-Fiction Publication of the Year 2006).